# Axel Röhrle
Axel Röhrle est un acteur allemand né le 16 mai 1971.

## Filmographie
- 1998 : Lisa Falk - Eine Frau für alle Fälle (série télévisée) : Hanno Menzel
- 1999 : SK Babies (série télévisée) : Jonny
- 1999 : Tatort (série télévisée) : Rainer Uerding
- 2001 : Thomas Mann et les siens (série télévisée) : Pfleger im Krankenhaus
- 2002 : Dr. Sommerfeld - Neues vom Bülowbogen (série télévisée) : Finn Lenssen
- 2002-2003 : Wolff, police criminelle (série télévisée) : Klaus Köbnitz
- 2004 : Zahme Vögel : Kassiererin
- 2005 : Abschnitt 40 (série télévisée) : Angeschossener Passagier
- 2006 : Le Destin de Lisa (série télévisée) : Olivier Kern
- 2006 : Inga Lindström (série télévisée) : Markus Janson
- 2006 : SOKO Wismar (série télévisée) : Peter Ohlsen
- 2008 : Notruf Hafenkante (série télévisée) : Kollege von Kamm
- 2009 : Comme un livre ouvert (40+ sucht neue Liebe) (téléfilm) : Leonard
- 2010 : Für immer 30 (téléfilm) : Sven